# Jules Guesde (metropolitana di Marsiglia)
Jules Guesde è una stazione della linea 2 della metropolitana di Marsiglia. È situata sotto place Jules-Guesde, nel II arrondissement di Marsiglia, e serve i quartieri di Grands-Carmes, Saint-Lazare e Belsunce.

## Storia
La stazione è stata aperta al traffico il 3 marzo 1984 come parte del primo troncone della linea 2 compreso tra Joliette e Castellane.

## Interscambi
Nelle vicinanze della stazione effettuano fermata diverse linee di autobus urbani ed interurbani.
- Fermata autobus